# Municipio de Lívingston
Municipio de Lívingston är en kommun i Guatemala.   Den ligger i departementet Departamento de Izabal, i den östra delen av landet, 230 km nordost om huvudstaden Guatemala City.
Följande samhällen finns i Municipio de Lívingston:
- Lívingston